# Burma-Sonnendachs
Der Burma-Sonnendachs (Melogale personata) ist eine Art aus der Gattung der Sonnendachse. Man findet ihn auf dem südostasiatischen Festland.

## Merkmale
Die verschiedenen Arten der Sonnendachse sehen einander alle recht ähnlich. Der Burma-Sonnendachs erreicht eine Kopfrumpflänge von 35 bis 40 cm, der Schwanz misst 15 bis 21 cm. Die Tiere wiegen etwa 1,5–3 kg und haben einen relativ schlanken Körperbau. Die Schnauze ist wie bei anderen Sonnendachsen auch relativ lang, die Zähne sind dagegen etwas größer als bei anderen Arten der Gattung. Die Fellfarbe des Burma-Sonnendachses variiert oberseits zwischen hellbraun und dunkelbraun, die Seiten sind hell meliert. Der weiße Aalstrich, der am Kopf beginnt, erstreckt sich bei dieser Art in der Regel bis zur Körpermitte, meist sogar bis zum ebenfalls hellen Schwanz. Der Kopf ist von einem schwarz-weißen Muster geziert, Kehle und Brust sind weiß.

## Unterarten und Verbreitung

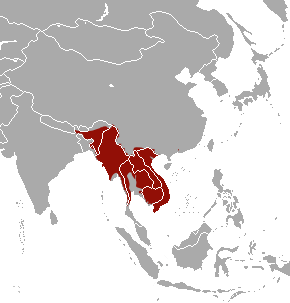
Geographisches Verbreitungsgebiet des Burma-Sonnendachses

Bisweilen werden der Java-Sonnendachs und der Borneo-Sonnendachs als Formen des Burma-Sonnendachses betrachtet. Abgesehen davon unterscheidet man drei Unterarten, M. p. personata aus dem Gebiet zwischen dem nordöstlichen Indien und Südmyanmar beziehungsweise Thailand, M. p. nipalensis aus Nepal, sowie M. p. pierrei aus Kambodscha, Südchina, Laos und Vietnam.

## Lebensweise
Über die Lebensweise des Burma-Sonnendachses ist wenig bekannt. Die Tiere bewohnen Wälder, Grasgebiete und Kulturland. Sie verzehren, Insekten, Würmer, Schnecken, Kleinsäuger, Eidechsen, Frösche, Vögel, Früchte, Nüsse und Eier. Die nachtaktiven Tiere ruhen tagsüber in Erdhöhlen oder in Felsspalten. Meist halten sich Burma-Sonnendachse am Boden auf, doch scheinen sie auch gut klettern zu können. Man nimmt an, dass sie vorwiegend Einzelgänger sind. Die Jungen werden offenbar meist im Mai oder Juni geboren, wobei ein Wurf nachweislich aus bis zu drei Jungtieren bestehen kann.

## Bestand
Über die Bestandsverhältnisse ist wenig bekannt. Im Norden des Verbreitungsgebietes, in Laos und Vietnam können die Tiere mit Chinesischen Sonnendachsen verwechselt werden, was zusätzlich zur niedrigen Datenlage für Konfusion sorgt.